# アーダルベルト・フォン・ファーレンハイト
アーダルベルト・フォン・ファーレンハイト（Adalbert von Fahrenheit）は、田中芳樹のSF小説（スペース・オペラ）『銀河英雄伝説』の登場人物。銀河帝国側の主要人物。 
作中での呼称は「ファーレンハイト」。

## 概要
ローエングラム陣営の主要提督の一人。色素の薄い水色の瞳に鋭角的な顔立ち。能動と機動性に富んだ速攻の用兵に定評があり、攻勢を得意とする勇将。貧乏な下級貴族の出身だが、ゴールデンバウム朝の帝国軍で才覚を発揮し、少壮の身（31歳）でラインハルトの引き立てなく少将にまで出世を遂げる。このため、物語序盤のリップシュタット戦役では貴族連合軍側の将官として活動し、ラインハルトらとは敵対関係になる。しかし、戦役後は、その才を高く評価していたラインハルトに請われて麾下に入り、他の主要提督らと変わらない待遇を受けた他、その能力と人柄で信頼される。旗艦はアースグリム、OVA版長篇『新たなる戦いの序曲』ではダルムシュタット 。
本編での初登場は開始冒頭の戦いであるアスターテ会戦から（第1巻）。上記の通り、物語最序盤からの、主要提督の中で最初に登場した人物であり、リップシュタット戦役を経てラインハルト麾下に入った後は、その主要な戦闘に登場して活躍する。最終的に回廊の戦い（第8巻）で戦死するが特進で元帥となり、新要塞「三元帥の城（ドライ・グロスアドミラルスブルク）」に名を残す。

## 略歴
初登場時はラインハルトが上級大将としてアスターテ会戦を指揮した時の配下の分艦隊司令官（少将）、31歳。
その後、元帥に昇進したラインハルトが元帥府を開いた際には加わらず、リップシュタット戦役では門閥貴族側に属する（中将）。敗戦後、その才能を惜しんだラインハルトより帷幕に招かれて以降、元帥府の一角を担う提督（大将）となり、古参の提督たちに劣らぬ信任を受けるようになる。
「神々の黄昏」作戦にあたってはビッテンフェルトとともに予備兵力を率い、ランテマリオ会戦に参加。
新王朝成立後、上級大将に昇進。大親征における回廊の戦い前哨戦では、先鋒のビッテンフェルトに続く形でヤン艦隊と交戦状態に入り、回廊の地理的特性を巧みに利用したヤンの戦術に捉えられ、窮地に追いこまれる。敗退する味方の壊滅を食い止め、回廊からの脱出を助けつつ、自らは最後衛を務めたが、乗艦が敵軍の集中砲火を浴びて戦死。
死後、元帥に昇進。後に新造された要塞「三元帥の城（ドライ・グロスアドミラルスブルク）」の名前は、彼とキルヒアイス、シュタインメッツの戦死した元帥三人に由来する。

## 能力
作中では機動的な用兵に長けた攻勢型の指揮官という評価を受けているが、迎撃戦では粘りに欠けるともされる。果敢な戦いぶりの一方で戦況を冷静に見渡し、自らを自制する心得も身に付けている勇将型の指揮官。「神々の黄昏」作戦や回廊の戦いなどでも、猛将ビッテンフェルトと同等の任務を与えられている。回廊の戦いでは、同じく攻勢の強さを持ち、年少のビッテンフェルトの戦意を掣肘する役割を暗黙のうちに任されていた。
アスターテ会戦では当初、他の提督たちと共にラインハルトに撤退を具申するが、ラインハルトより作戦を説明され引き下がる事になる。当会戦でラインハルト指揮下にあった提督としては最年少であり、メルカッツを筆頭とした古参の提督らが難渋を示したのに対し、ファーレンハイトはひとり好意的な表情を浮かべている。
「神々の黄昏」作戦ではビッテンフェルトとともに予備兵力についたが、これも攻勢に強い事が評価されたもの。また単に攻勢に強いだけでなく、本作戦の一環であるランテマリオ会戦、或いは大親征におけるマル・アデッタ星域会戦では、同盟軍の本営への側面/後背攻撃を敢行しつつも、状況が不利と判断すると迅速に後退・敵の突出を図るなど、戦況に応じて柔軟に対応する機転を示し、その非凡さを証明した。

## 人柄
ラインハルトの生家であるミューゼル家に劣らぬ貧乏貴族の出身で「食うために軍人になった」と公言している。しかし貧乏ゆえの卑しさには縁遠い、廉直な人柄である。
リップシュタット戦役では貴族連合に属するが、盟主ブラウンシュヴァイク公と実戦指揮官メルカッツの双方から中立的な立場をとった。無謀な出撃には断固拒否し、ブラウンシュヴァイク公の暴論に対しても毅然とした態度で反論している。とはいえ、最後まで属した貴族連合を裏切ることはなく、勝敗が定まった後は潔く虜囚の身になった。
勇猛であるが清廉な性格であり、マル・アデッタ星域会戦後、同盟議長レベロを殺害して帝国側に下ろうとしたロックウェルらが「先例」としてファーレンハイトの名を挙げたとき、その場にいた彼は表情は崩さないながらも激怒し、ラインハルトの命を受けて彼らを処断している。回廊の戦いでビッテンフェルトの先走りに激昂する副官ザンデルスを（自身も不本意と思いつつも）上官としてたしなめるといった思慮も見せる。
なお、彼の生涯最後の戦場となった回廊の戦いでファーレンハイトを追い詰めたのは、かつての戦友にしてリップシュタット戦役の後にヤンの元に身を寄せたメルカッツであった。その報告を受けたファーレンハイトは、「本懐である」と清々しく受け止めた。また、重傷を負った自分と運命を共にしようとする幼年兵に対し「戦死する時に子供を巻き込んだと言われてはヴァルハラで俺の席が狭くなる」と叱咤し、脱出を促している。ファーレンハイトの戦死が報じられた際、メルカッツ自身も1日の短期間ではあるが個人的に喪に服している。
藤崎竜による漫画版ではアウトローに近い外見と言動のキャラクターとして描かれている。初登場となるアスターテ会戦時にはラインハルトの眼前で風船ガムを膨らませるという、軍人らしからぬ態度を取る。リップシュタット戦役でラインハルトと敵対した理由は「ラインハルトが本物の強者であるとわかったからこそ、ラインハルトと戦って勝ちたい」というものとされた。

## 声優
アニメ版において声を担当した声優は下記の通り。
- 速水奨 - OVA版
- 竹内良太 - 『Die Neue These』

## その他
- 石黒監督版OVA第1期最終話において、初期リリース（VHS/レーザーディスク）版では、オーディンへ向かうときアースグリムに搭乗していたが、設定上の矛盾からDVD版では高速戦艦に変更されている。
- 石黒監督版OVAにおけるキャラデザイナーは川尻善昭。作画モデルはクリストファー・ウォーケン。ただし発注時のモデルはデヴィッド・ボウイのはずだったという[14]。